# Mick Hucknall

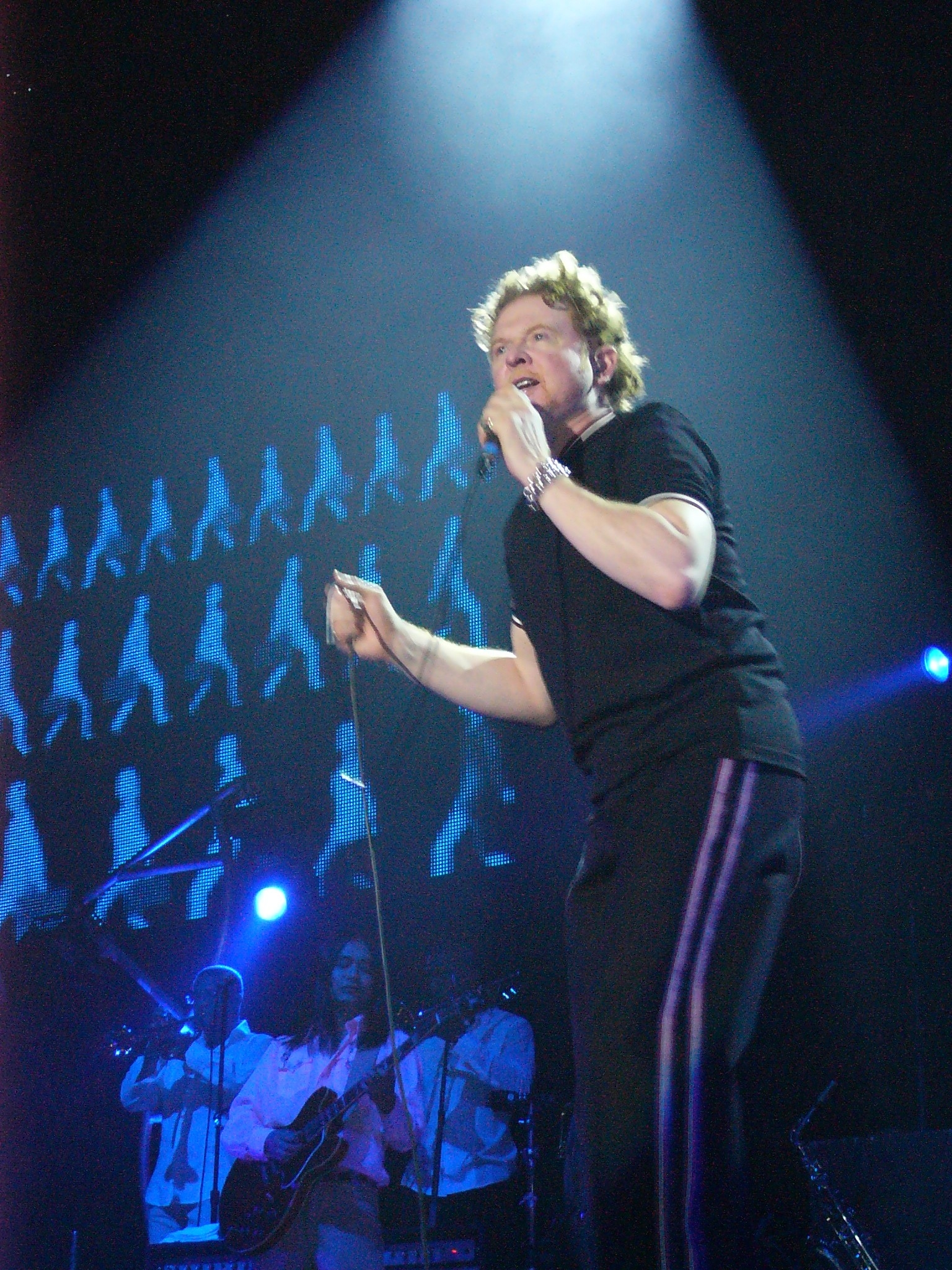
Mick Hucknall lors d'un concert en 2003 à Brème.

Michael Hucknall, né le 8 juin 1960 à Manchester, est un chanteur et compositeur britannique. Il est le chanteur du groupe Simply Red.

## Biographie
Né à Manchester, il est fils unique, et a été élevé par son père ; c'est l'abandon par sa mère à l'âge de trois ans qui lui a inspiré l'écriture de la chanson Holding Back the Years.
Parmi ses nombreuses conquêtes féminines figurent la chanteuse Kim Wilde et aussi les top-modèles Alicia Douvall, Kathy Lloyd, Kristina Kumlin et Adriana Karembeu.
Mick est également le cofondateur et l'un des soutiens financiers du label de reggae Blood and Fire. Accompagné de Sly & Robbie, il a repris le classique Night Nurse de Gregory Isaacs.

## Albums
- Album avec le groupe : voir Simply Red
- Albums solo : 
  - Tribute to Bobby (2008)
  - Mick Hucknall Sings American Soul (2012)